# Konferencja w Bandungu
Konferencja w Bandungu – spotkanie przedstawicieli Azji i Afryki w dniach 18–24 kwietnia 1955 w Bandungu w Indonezji. Konferencja zapoczątkowała powstanie w 1961 Ruchu Państw Niezaangażowanych.

## Okoliczności zwołania konferencji
Wobec rywalizacji między dwoma blokami militarnymi po II wojnie światowej, kraje postkolonialne dążyły do znalezienia oparcia wśród państw, które nie były zaangażowane po żadnej ze stron zimnej wojny. O zwołaniu konferencji zadecydowano na spotkaniu w Kolombo (Cejlon) w grudniu 1954 (Birma, Cejlon, Indie, Indonezja i Pakistan). Jednym z głównych inicjatorów był Achmad Sukarno.

## Postanowienia[5]
Podczas spotkania zaapelowano o wsparcie rozwoju społeczno-gospodarczego Afryki i Azji, m.in. poprzez stworzenie specjalnego funduszu ONZ. Wyrażono poparcie dla zapisów w Karcie Narodów Zjednoczonych oraz Powszechnej deklaracji praw człowieka. Opowiedziano się przeciw dyskryminacji rasowej oraz kolonializmowi, a także broni jądrowej (wezwano do jej eliminacji).
Konferencja określiła wzajemne relacje jej uczestników na następne półwiecze.

## Dalsze dzieje
W I poł. l. 60. XX w. próbowano nieskutecznie zwołać II konferencję w Bandungu, do udziału w której dążył ZSRR (jako kraj azjatycki), na co nie godziły się Chiny. Pogorszenie relacji tego państwa z Indiami sparaliżowało rozwój Ruchu Państw Niezaangażowanych.

## Uczestnicy konferencji[1]
Państwa
- Afganistan,
- Arabia Saudyjska,
- Birma,
- Cejlon,
- Chiny,
- Egipt,
- Etiopia,
- Filipiny,
- Indie,
- Indonezja,
- Królestwo Iraku,
- Iran,
- Japonia,
- Królestwo Jemenu,
- Jordania,
- Królestwo Kambodży,
- Królestwo Laosu,
- Liban,
- Liberia,
- Libia,
- Nepal,
- Pakistan,
- Sudan,
- Syria
- Turcja
- Wietnam Północny
- Wietnam Południowy

Terytoria zależne
- Algieria, Cypr, Malaje, Maroko, Tunezja, Złote Wybrzeże.